# Experience Electric
Experience Electric ist das 1997 veröffentlichte Studioalbum der britischen Hard-Rock-Band Skin. Es ist das dritte in Europa veröffentlichte, insgesamt jedoch das vierte Studioalbum der Gruppe. Tatsächlich wurden für Experience Electric viele Titel des zuvor in Japan veröffentlichten Albums Big Fat Slice Of Life wiederverwendet.

## Hintergrund
Nach dem Misserfolg ihres zweiten Albums Lucky verlor die Band ihren Plattenvertrag mit Parlophone. Da ihr Vertrag für Japan weiterhin Gültigkeit hatte, nahm die Gruppe für den dortigen Markt das Album Big Fat Slice Of Life auf. Von diesem Album wurden die Titel Blow My Mind, Shine Like Diamonds, Tripping, Love Like Suicide, Winners And Losers, Bittersweet, Pleasure und Blue Wave für Experience Electric überarbeitet; Blue Wave wandelte sich dabei zum Titelstück des Albums, das zum dritten in Europa veröffentlichten Studioalbum der Gruppe wurde.

## Rezeption
Experience Electric erreichte zwar die britischen Album-Charts (Platz 72), verließ die Hitliste jedoch nur eine Woche später wieder. Jason Ankeny von Allmusic vergab für das Album drei von fünf erreichbaren Sternen und schrieb in seiner knappen Rezension: „Experience Electric liefert knackige Gitarren und knochenschüttelnde Metal-Energie, die Fans von Pantera und Sepultura gefallen könnte.“

## Titelliste
1. 3:48 – Experience Electric (Gray, MacDonnell)
2. 3:25 – The Only One (Gray, MacDonnell)
3. 3:50 – Blow My Mind (Gray, MacDonnell)
4. 4:00 – Shine Like Diamonds (Gray, MacDonnell)
5. 3:23 – Pleasure (Gray, MacDonnell)
6. 3:53 – Love Like Suicide (Gray)
7. 3:25 – Tripping (Gray)
8. 3:41 – Soul (Gray, MacDonnell)
9. 3:57 – Falling (Gray, MacDonnell)
10. 4:18 – Winners and Losers (Gray, MacDonnell)
11. 3:34 – Bittersweet (Gray, MacDonnell)
12. 7:28 – Aphrodite’s Child (Gray)